# Bernhard Stöger
Bernhard Stöger (* 12. Januar 1757 in Passau; † 6. Mai 1815 in Bogen bei Straubing) war ein deutscher katholischer Theologe, Philosoph und Pädagoge.

## Leben
Nach dem Besuch der Schulen seiner Heimatstadt trat Stöger im Kloster Oberalteich in den Benediktinerorden ein. Hier absolvierte er seine ersten Studien und setzte diese im Kloster Sankt Emmeram in Regensburg fort. Er studierte Mathematik, Geschichte, orientalische Sprachen, Dogmatik, Ethik und Kirchenrecht. Nachdem er 1780 seine Primiz gehalten hatte, wurde er Pfarrer an der Wallfahrtskirche Bogenberg. 1782 bis 1786 unterwies er die jüngeren Klostergeistlichen in Mathematik, Philosophie und orientalischen Sprachen. 1785 erreichte ihn überraschend ein Ruf an die Universität Salzburg, wo er als Professor der Logik 16 Jahre hindurch öffentliche Vorlesungen hielt. Während dieser Zeit verwaltete er auch seit 1792 das Sekretariat der Universität und übte seit 1797 das Predigtamt in der Universitätskirche aus.
Ende 1801 ging er in das Kloster Oberaltaich zurück und war dort Klosterpropst in Gossersdorf, wo ihm die Verwaltung der weitläufigen Ökonomie dennoch wissenschaftliche Studien ermöglichte. Nach der Aufhebung des Klosters wurde Stöger 1804 Professor der griechischen und römischen Literatur am Gymnasium zu Dillingen an der Donau und im nächsten Jahr dort Rektor. In gleicher Eigenschaft erhielt er 1809 am Lyzeum in Straubing eine Anstellung. Dieser Wirkungskreis verschloss sich ihm wieder nach zwei Jahren, als die Studienanstalt in Straubing aufgehoben wurde.
Ungeachtet seiner labilen Gesundheit übernahm Stöger 1811 die Stelle eines Studiendirektors und Professors in Passau. Zunehmende Krankheiten nötigten ihn 1813, sein Rektorat niederzulegen und im nächsten Jahre auch die öffentlichen Vorlesungen auszusetzen. Wiederholte Schlaganfälle vereitelten die Bemühungen seiner Ärzte und die Hoffnung zu seiner gesundheitlichen Wiederherstellung schwand immer mehr. Die Königlich Bayerische Regierung, die ihn ein Jahr lang im Besitz seiner früheren Einkünfte gelassen hatte, gab ihre Zufriedenheit mit seiner Amtsführung auch dadurch zu erkennen, dass sie ihm ein Kanonikat in Mattsee verlieh. Bevor er jedoch dorthin ging, ereilte ihn der Tod.

## Wirken
Neben seinen theologischen Studien hatte sich Stöger mit der Philosophie, besonders mit der Theorie der Philosophie, beschäftigt und dies systematisch dargelegt. Die Resultate seiner Forschungen enthält sein 1786 herausgegebenes Tentamen finale ex Logica et metaphysica, die 1788 geschriebenen Positiones ex Logica et Metaphysica und besonders die in den Jahren 1789 bis 1795 erschienenen drei Bände seiner Anleitung zum Studium der theoretischen Philosophie.
Aus den logischen Urteilen suchte Stöger auch von Kants Kritik der reinen Vernunft 1797 einen brauchbaren Auszug zu bieten. Dabei war er bestrebt, die Kategorien abzuleiten, statt die logischen Urteile, wie es Fichte getan hatte, auf die durch jene Form gegebene oder vielmehr diese Form ausdrückende Subjektivität des menschlichen Geistes zu reduzieren. Den gebildeten Philosophen lassen auch seine 1784 verfassten Positiones ex Hermeneutica sacra Veteris et Novi Testamenti und das aus dem französischen 1792 übersetzte Werk Harmonie der wahren Grundsätze der Kirche, der Moral und der Vernunft erkennen.

## Werke
- Tentamen finale publicum ex linguis hebraica et graeca. Straubing  1783
- Sätze aus der reinen Mathematik, zur öffentlichen Prüfung im Stift Oberaltaich vorgelegt. Straubing 1783
- Positiones ex Hermeneutica sacra Veteris et Novi Testamenti. Regensburg 1784
- Synopsis institutionura philos. prima anni parte exposuit tentamini publico.  Regensburg 1785
- Tentamen finale publicum ex Logica et Metaphysica. Salzburg 1786
- Synopsis institutionem biennalium ex universa Philosophia theoretica. Salzburg (Salisb.) 1787
- Positiones ex Logica et Metaphysica. Salzburg 1788
- Anleitung zum Studium der theoretischen Philosophie, für seine Zuhörer in Privatstunden. 1. Bd. Logik. Salzburg 1789; 2. Bd. Metaphysik. Salzburg 1791 (Online); 3. Bd. Anthrophologie. Salzburg 1795
- Ueber die Frage: Welcher Lehrvortrag in der Philosophie ist auf deutschen Universitäten der nützlichere, der deutsche oder der lateinische? Eine Vorlesung bei der Eröffnung der Collegien. Salzburg 1790
- Harmonie der wahren Grundsätze der Kirche, Moral und Vernunft, mit der bürgerlichen Verfassung des Clerus in Frankreich u.s.w. Aus dem Französischen übersetzt von B. S. Salzburg 1792
- Skizze einer allgemeinen Logik. Ein Anhang zum ersten Theil seiner Anleitung zum Studium der theoretischen Philosophie. Salzburg 1792
- Stoff einer öffentlichen Prüfung. Salzburg 1793
- Kant’s Prolegomena zu jeder künftigen Metaphysik, die als Wissenschaft wird auftreten können, in einem kurzen Abzuge, nebst Sätzen aus Logik, Metaphysik und Anthropologie. Salzburg 1794
- De eo, utrum Kantiana Categoriarum tabula sit omnibus numeris absoluta. Exercitatio academica. Salzburg 1795
- Oratio in Anniversariis Electionis solennis Reverendiss. Archiepiscopi celsiss. Principis Hieronymi etc. pro literis dicta. Salzburg 1796
- Kantische Critik der reinen Vernunft in einem gedrängten Auszuge. Salzburg 1797
- Compendium institutionum logicarum scholae suae scripsit B. Stager. Salzburg 1798
- Ueber die beste Art, den öffentlichen Lehrvortrag auf Academien zu benutzen; eine Rede, gehalten bei Eröffnung seiner Vorlesungen und seinen Schülern gewidmet. Salzburg 1799
- Christliche Reden, gehalten bei dem academischen Gottesdienste zu Salzburg. Straubing 1803 2. Bde. (auch unter dem Titel: Predigten über die wichtigen Gegenstände der christlichen Religion und Moral, mit vorzüglicher Hinsicht auf die studierende Jugend)
- Rede ueber die gegenwärtige Einrichtung der vaterländischen Gymnasiaslinstitute und Studierschulen überhaupt, und den Zustand dieser Lehranstalten in Dillingen insonderheit; gehalten am Tage der öffentlichen Preisverleihung. Dillingen 1809
- Jahresbericht über die Königl. Studienanstalt zu Straubing . . . 1810
- Jahresbericht über die Königl. Studienanst. Zu Passau. . . . 1811